# Voirie souterraine des Halles
La voirie souterraine des Halles est un vaste complexe routier souterrain d'une longueur de 4 200 mètres situé dans le quartier des Halles, dans le 1er arrondissement de Paris.

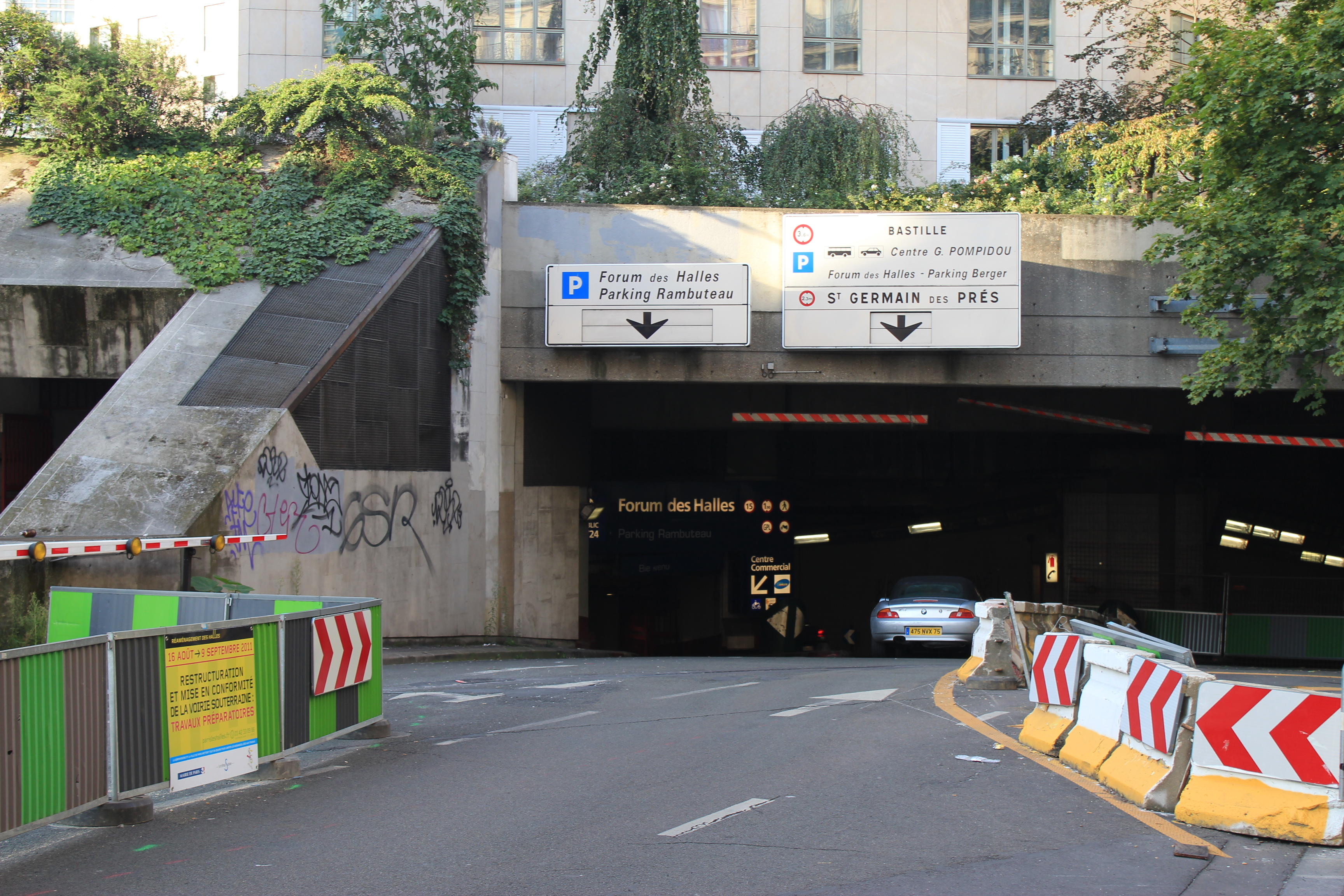
Bouche d'entrée de la voirie souterraine des Halles (sud-ouest de la rue de Turbigo).

## Histoire
Conçue dès 1969 pour compenser la piétonisation du quartier parisien, cette voirie a pour objectif de desservir des équipements du Forum des Halles et de permettre d'effectuer un transit rapide, principalement dans la direction nord-sud. 
Elle a été mise en service progressivement entre 1978 et 1986.

## Tronçons
La voirie souterraine des Halles est composée de 11 tronçons, unidirectionnels à une ou deux voies, d'une longueur de quelques dizaines de mètres à 400 mètres :

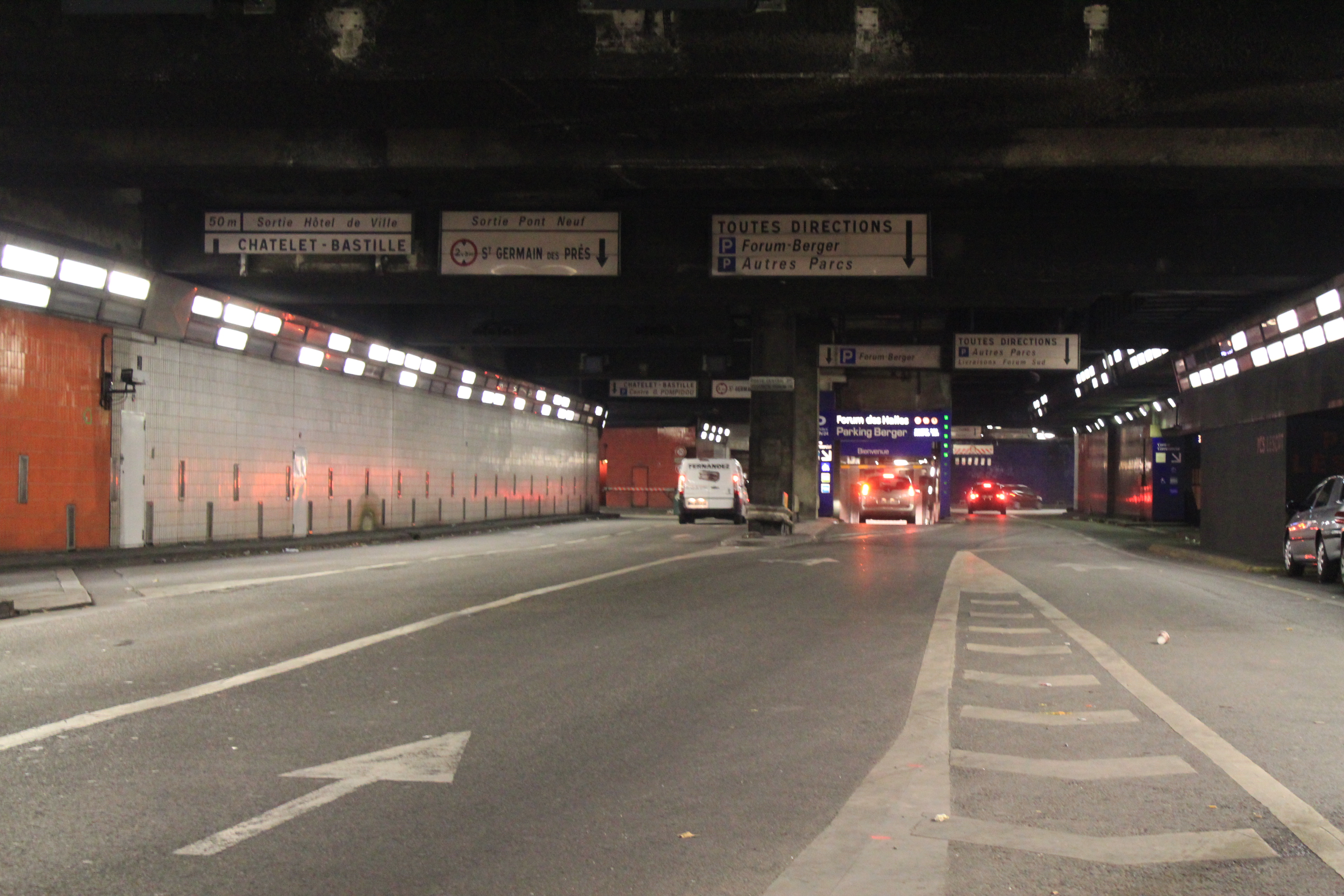
Grande Boucle de la voirie souterraine.

- Grande Boucle, accessible depuis les tronçons Coquillière, Turbigo, Petite Boucle, Entrée Pont Neuf ;
- Petite Boucle, accessible depuis la trémie d'entrée Rue des Halles et depuis le tronçon Grande Boucle ;
- Rue des Halles, accessible depuis la trémie d'entrée Rue des Halles ;
- Transit Nord-Sud, accessible depuis l'entrée Rue de Turbigo ;
- Entrée Pont Neuf, accessible depuis la trémie d'entrée Rue du Pont-Neuf ;
- Sortie Pont Neuf, accessible depuis le tronçon Grande Boucle ;
- Berger Ouest, accessible depuis le tronçon Grande Boucle ;
- Coquillière,  accessible depuis la trémie d'entrée Rue Coquillière ;
- Mondétour, accessible depuis le tronçon Grande Boucle ;
- Turbigo, accessible depuis l'entrée Rue de Turbigo ;
- Berger Est, accessible depuis le tronçon Grande Boucle.

## Sécurité insuffisante
En 2014, le tunnel des Halles a fait l'objet de critiques défavorables de la part du magazine automobile Auto Plus, en raison de ses bornes d'appel défectueuses, aucune réponse n'étant donnée à l'appelant.

## Caractéristiques
- Longueur : 4 200 mètres

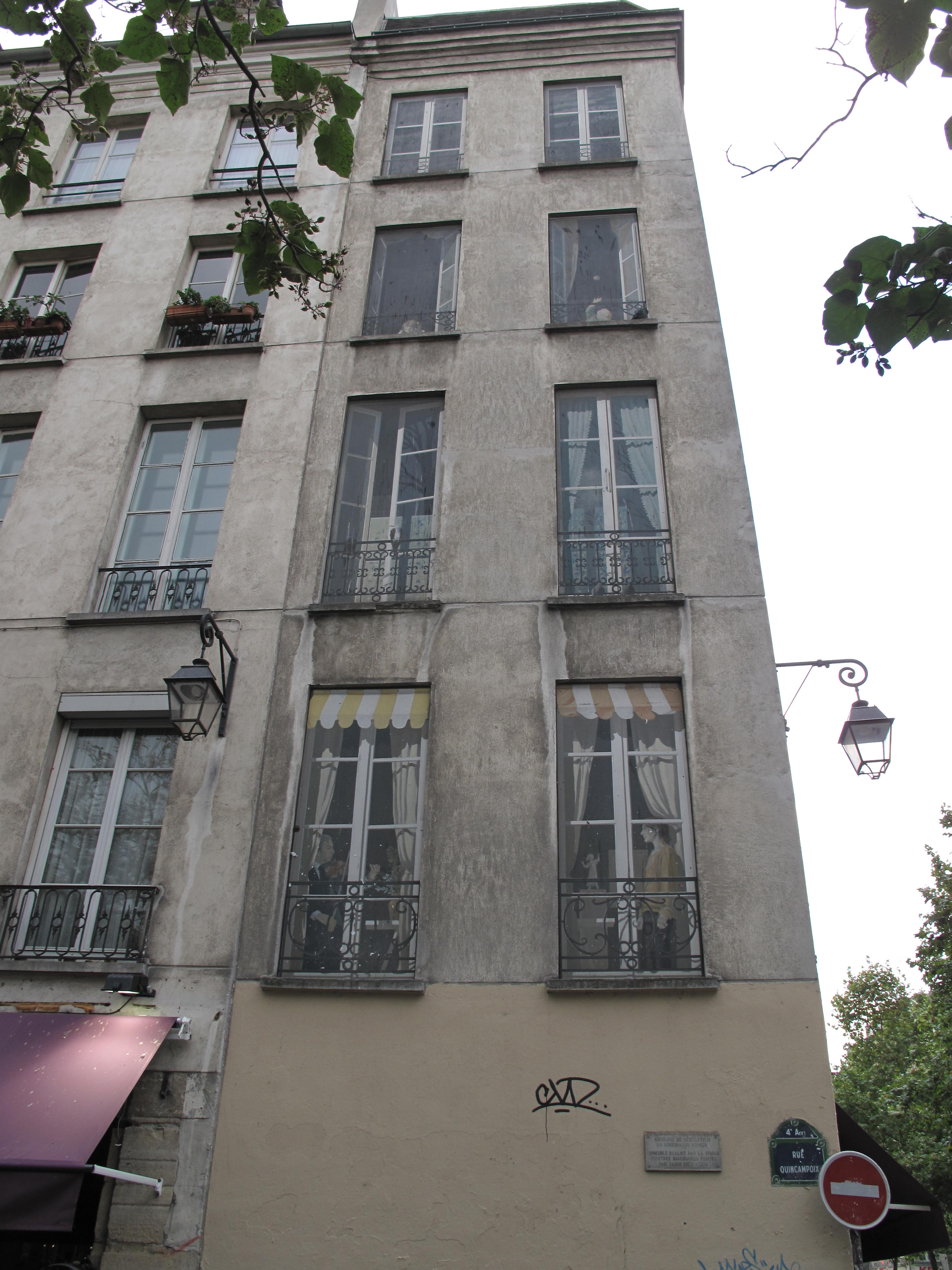
Cet immeuble du 29, rue Quincampoix, avec des fenêtres en trompe-l'œil, cache, en réalité, une cheminée de ventilation de cette voirie.

- Gabarits autorisés : 3,50 mètres, sauf entrée/sortie Pont Neuf : 2,30 mètres
- Limitation de vitesse : 30 km/h sauf transit nord-sud : 45 km/h
- Ventilation de type balayage transversal

## Parcs de stationnement
La voirie souterraine des Halles dessert cinq parcs de stationnement :
- parking Rambuteau (ex-parking Nord), géré par Unibail-Rodamco ;
- parking Berger (ex-parking Sud), géré par Unibail-Rodamco ;
- parking Saint-Eustache, géré par la Société anonyme d'économie mixte d'exploitation du stationnement de la ville de Paris (SAEMES) et accueillant une pré-fourrière de la Ville de Paris ;
- parking RIVP, parking privatif avec accès direct aux immeubles de la Régie immobilière de la Ville de Paris situés sur la partie nord du Forum des Halles ;
- parking du Centre Georges Pompidou.

L'unique sortie du parking Sébastopol-Les Halles, géré par Vinci Park, s'effectue dans la voirie souterraine dans le tronçon Berger Est.
Le dernier parking de ce complexe souterrain est le parking du Novotel, dont l'entrée/sortie s'effectue en surface depuis la place Marguerite-de-Navarre.

## Aires de livraisons
La voirie souterraine des Halles dessert quatre aires de livraisons :
- débord nord, permettant les livraisons dans la partie nord du Forum et des commerces de l'immeuble Lescot ;
- débord sud, permettant les livraisons dans la partie sud du Forum et du Novotel ;
- débord ouest, permettant les livraisons pour le Nouveau Forum et les commerces de la rue de la Boucle ;
- Centre Georges Pompidou.

## Restructuration
L’opération de restructuration de la voirie souterraine a été décidée pour répondre à deux grands objectifs du projet urbain de réaménagement du quartier des Halles, voulu par l'architecte-urbaniste David Mangin, qui sont : 
- la réduction de la circulation automobile, et donc de la pollution, au centre de Paris ;
- l’amélioration des circulations douces en surface par la suppression d’un certain nombre d’obstacles liés à cette voirie souterraine.

Cette restructuration en profondeur n’a pas seulement pour objet une reconfiguration des voiries, mais également une mise à niveau selon la récente réglementation « tunnels » (circulaire no 2000-63 mise en place à l’issue de l’accident dans le tunnel du Mont-Blanc survenu le 24 mars 1999 et remplacée par la circulaire no 2006-20), permettant d’améliorer considérablement le niveau de sécurité des ouvrages. Pour l’essentiel, la reconfiguration de la voirie porte sur, :
- la suppression du barreau central constituant la Petite Boucle et le Transit Nord-Sud et la seule conservation de l’anneau dit « grande boucle » ;
- la suppression de deux trémies d’entrée (Pont-Neuf et Coquillière), ramenant de quatre à deux leur nombre ;
- la suppression de deux trémies de sortie (Transit Nord-Sud et Berger Ouest), ramenant de cinq à trois leur nombre.

Depuis le 2 septembre 2011, pour les besoins liés au phasage du chantier, les sorties Pont-Neuf (à l'intersection de la rue de la Monnaie et du quai du Louvre) et Mondétour ont été fermées et une nouvelle sortie a été aménagée sur la rue de Turbigo.